# بینلی وودز
بینلی وودز (به انگلیسی: Binley Woods) یک روستا و محله مدنی در بریتانیا است که در راگبی واقع شده‌است. بینلی وودز ۲٬۶۶۵ نفر جمعیت دارد.